# Tiaki Chan

a Compétitions nationales et continentales officielles uniquement.

b Matchs officiels uniquement.
Tiaki Chan, né le 15 juin 2000, est un joueur de rugby à XIII néo-zélandais évoluant au poste de pilier.
Il intègre St-Estève XIII Catalan, réserve des Dragons Catalans en 2018 puis les Dragons Catalans en 2022. Avec les Dragons Catalans, il prend part à sa première rencontre de Super League le 30 juillet 2022 contre Leeds.
Son père, Alex Chan, est également joueur de rugby à XIII et international néo-zélandais, tout comme son frère cadet Joe Chan.

## Biographie
Fils d'Alex Chan, Tiaki Chan se met naturellement au rugby à XIII durant son enfance suivant les clubs de son père. Il parfait son apprentissage aux Dragons Catalans où son père fut un temps joueur puis y est devenu manager de ce même club. Après des débuts en Championnat de France lors de la saison 2018-2019 avec la réserve de Saint-Estève XIII Catalan, il reste à disposition de l'entraîneur des Dragons Catalans Steve McNamara. Cela est chose faite le 30 juillet 2022 contre Leeds où il dispute son premier match de Super League suivis de deux autres au cours de cette saison 2022 contre Wakefield et Wigan.

## Palmarès
- Collectif : 
  - Vainqueur du Championnat de France : 2019[1] (Saint-Estève XIII Catalan).
  - Finaliste de la Super League : 2023 (Dragons Catalans).
  - Finaliste de la Coupe de France : 2019[1] (Saint-Estève XIII Catalan).

### Détails en sélection
| 1. | 29 avril 2023    | Angleterre     | 0-64 | Test-match | Pilier     | - | - | - | - |
| 2. | 22 octobre 2024  | Ukraine        | 74-8 | Qualif. CM | Remplaçant | - | - | - | - |
| 3. | 26 novembre 2024 | Pays de Galles | 48-6 | Qualif. CM | Pilier     | 4 | 1 | - | - |

### En club
| Saison    | Club                      | Compétition           | Matchs | Points | Essais | Buts | Drop |
| --------- | ------------------------- | --------------------- | ------ | ------ | ------ | ---- | ---- |
| 2018-2019 | Saint-Estève XIII Catalan | Championnat de France | 9      | 8      | 2      | -    | -    |
| 2019-2020 | Saint-Estève XIII Catalan | Championnat de France | 4      | 12     | 3      | -    | -    |
| 2020-2021 | Saint-Estève XIII Catalan | Championnat de France | 15     | 24     | 6      | -    | -    |
| 2021-2022 | Saint-Estève XIII Catalan | Championnat de France | 16     | 8      | 2      | -    | -    |
| 2022      | Dragons Catalans          | Super League          | 3      | -      | -      | -    | -    |
| 2023      | Dragons Catalans          | Super League          | 5      | -      | -      | -    | -    |